# 일산고택
일산고택(逸山古宅)은 경상북도 안동시 길안면 묵계리에 있다. 2017년 6월 21일 안동시의 문화유산 제108호로 지정되었다.